# Amos Clark

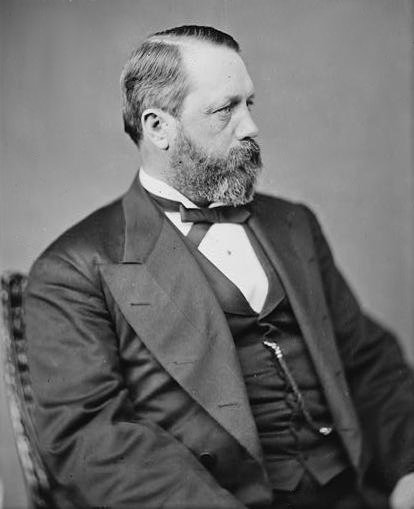
Amos Clark

Amos Clark Jr. (* 8. November 1828 in New York City; † 31. Oktober 1912 in Boston, Massachusetts) war ein US-amerikanischer Politiker. Zwischen 1873 und 1875 vertrat er den Bundesstaat New Jersey im US-Repräsentantenhaus.

## Werdegang
Amos Clark war in seiner Heimatstadt New York City geschäftlich tätig, lebte aber in der Stadt Elizabeth in New Jersey. Dort arbeitete er außerdem im Immobiliengeschäft. Außerdem begann er als Mitglied der Republikanischen Partei eine politische Laufbahn. In den Jahren 1865 und 1866 gehörte Clark dem Stadtrat von Elizabeth an; von 1866 bis 1869 saß er im Senat von New Jersey.
Bei den Kongresswahlen des Jahres 1872 wurde Clark im dritten Wahlbezirk von New Jersey in das US-Repräsentantenhaus in Washington, D.C. gewählt, wo er am 4. März 1873 die Nachfolge von John T. Bird antrat. Da er im Jahr 1874 dem Demokraten Miles Ross unterlag, konnte er bis zum 3. März 1875 nur eine Legislaturperiode im Kongress absolvieren. Nach dem Ende seiner Zeit im US-Repräsentantenhaus zog Clark in das Norfolk County in Massachusetts. Er verfolgte aber weiterhin seine geschäftlichen Interessen in Elizabeth. Amos Clark starb am 31. Oktober 1912 in Boston und wurde in Elizabeth beigesetzt.